# Herders Wohnhaus

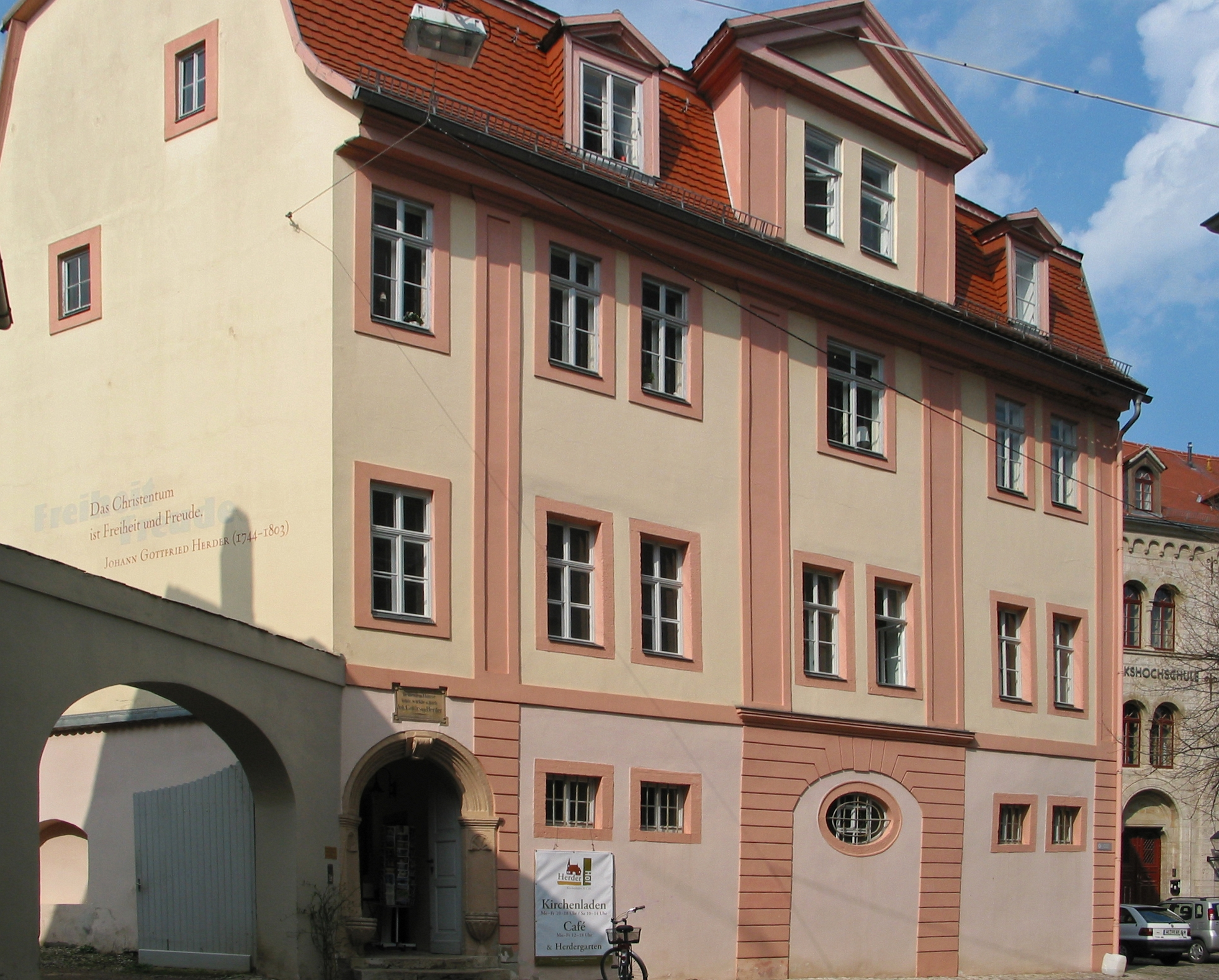
Frontansicht seines hinter der Stadtkirche in Weimar gelegenen Wohnhauses

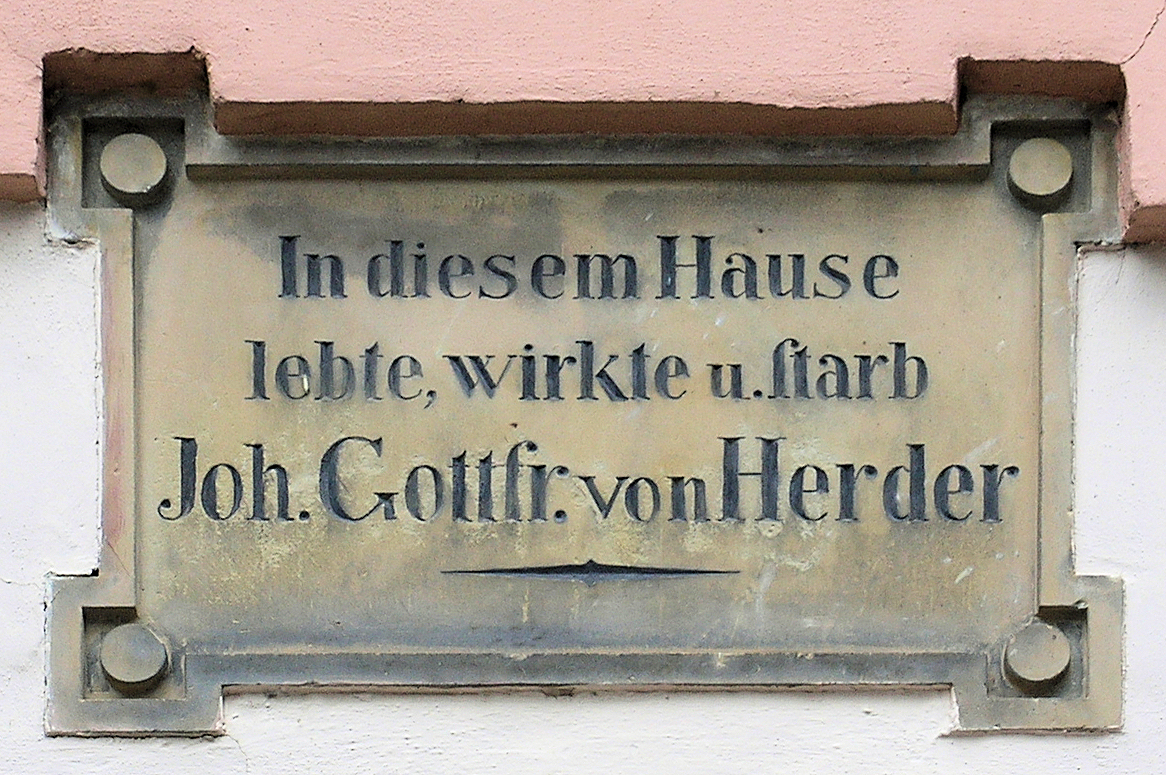
Gedenktafel über dem Eingangstor seines Hauses am Herderplatz 8

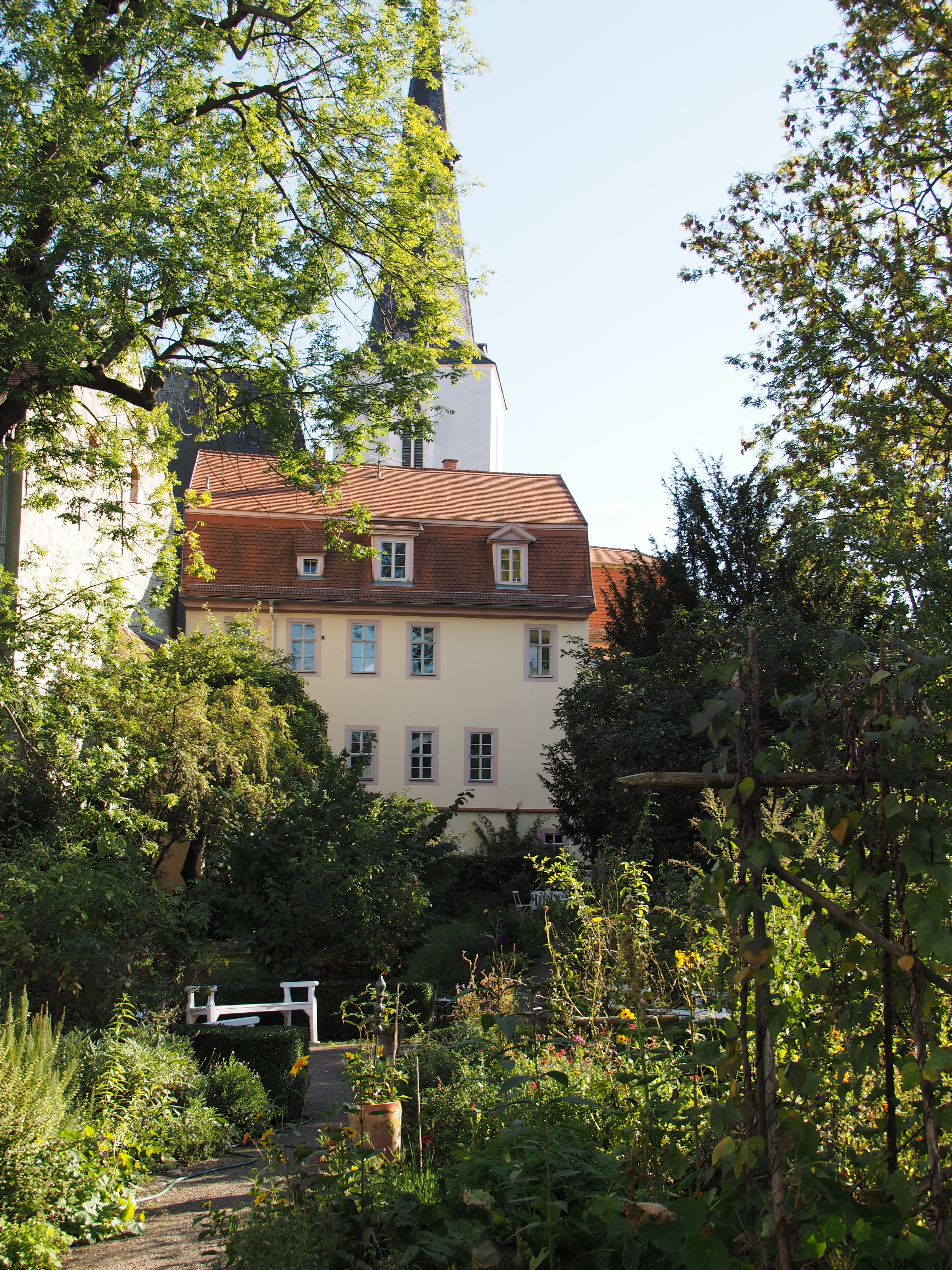
Historischer Herdergarten

Das ehemalige Wohnhaus Herder des Theologen und Philosophen Johann Gottfried Herder liegt im Zentrum der Altstadt von Weimar am Herderplatz 8, links hinter der Stadtkirche St. Peter und Paul, kurz „Herderkirche“ genannt, in der er bis zu seinem Tode als Oberpfarrer und Generalsuperintendent des Herzogtums Sachsen-Weimar arbeitete.
Durch die etwas versteckte Lage im Schatten der Stadtkirche, auf einem unscheinbaren Eckgrundstück des Platzes, erfährt das im Jahre 1726/27 im Barockstil umgestaltete Wohnhaus des Schriftstellers kaum Aufmerksamkeit. Dennoch gehört es seit 1998 als eine von drei Weimarer Herderstätten zum UNESCO-Weltkulturerbe „Klassisches Weimar“.
Herder bewohnte dieses Haus 27 Jahre lang zusammen mit seiner Familie seit dem Jahr 1776, in welchem er durch Goethes Fürsprache von Herzog Carl August nach Weimar berufen wurde, bis zu seinem Tod am 18. Dezember 1803. Seine Familie wurde in Weimar schnell größer, sechs seiner insgesamt acht Kinder wurden in diesem Wohnhaus geboren. Der Schriftsteller und Theaterintendant Franz von Dingelstedt (1814–1881) hatte 1850 Gelegenheit, das damals noch vorhandene Arbeitszimmer Herders zu sehen und verriet in seinen Aufzeichnungen:
„Am Fenster ... steht ein Schreibpult, morsch, wackelig und nieder ... ein paar Federn, ... und ein viel gebrauchtes Kaffeebrett. Alles unendlich einfach, für ein modernes Auge beinahe ärmlich zu nennen.“
Der sich hinter dem Pfarrhaus erstreckende Hausgarten mit Brunnen, Blumen, Obstbäumen, Beerensträuchern und Gemüsebeeten lag Herder besonders am Herzen. Hier hatte er zu jener Zeit die Wegeführung und Bepflanzung nach seinen Vorstellungen gestalten können. Auf Grundlage seiner Briefe und Gedichte und mit Hilfe eines alten Stadtplans konnte der Herdergarten zusammen mit dem 1846 umgebauten Gartenhäuschen im Jahr 1994, anlässlich des 250. Geburtstages Johann Gottfried Herders, rekonstruiert werden.
Der Garten darf im Gegensatz zum Haus, das auch heute noch als Sitz des Superintendenten dient, betreten werden. Eine Gedenktafel über dem Eingangstor kennzeichnet Herders ehemalige Amtswohnung. Im Erdgeschoss des historischen Wohnhauses befindet sich seit April 2005 ein kleiner Kirchenladen, zu dem auch ein Café im Herderhof gehört. Am Westgiebel des Gebäudes steht in großen Lettern Herders Ausspruch: „Das Christentum ist Freiheit und Freude“.